# グリーン・ベイ (ドック型輸送揚陸艦)
|          |                                                                        |
| 艦歴     |                                                                        |
| 発注     | 2000年5月30日                                                          |
| 起工     | 2003年8月11日                                                          |
| 進水     | 2006年8月11日                                                          |
| 就役     | 2009年1月24日                                                          |
| 母港     | 佐世保海軍基地                                                         |
| 退役     |                                                                        |
| 性能諸元 |                                                                        |
| 排水量   | 24,333トン                                                             |
| 長さ     | 全長：208.4 m (684 ft) 水線長：201.4 m (661 ft)                        |
| 幅       | 全幅：32 m (105 ft) 水線長：29.5 m (97 ft)                             |
| 吃水     | 7 m (23 ft)                                                            |
| 機関     | CODAD方式、2軸推進 ターボチャージド・ディーゼル 4基、40,000 HP (30 MW) |
| 最大速力 | 22 ノット (41 km/h)                                                    |
| 航続距離 |                                                                        |
| 乗員     | 士官28名、兵員332名                                                    |
| 兵装     | Mk 46 30mm機関砲 2門 RAM発射機 2基                                     |
| 艦載機   | CH-46 4機またはMV-22B 2機                                              |
| 上陸艇   | LCAC 2隻またはLCU 1隻                                                  |
| 兵員     | 士官66名、兵員633名                                                    |
| モットー | Statum Bello Invictus Maneo (“Stand and Fight, Remain Unvanquished”)   |

グリーン・ベイ (USS Green Bay, LPD-20) は、アメリカ海軍のドック型揚陸艦。サン・アントニオ級ドック型輸送揚陸艦の4番艦。ウィスコンシン州グリーン・ベイに因んで命名される。その名を持つ艦としては2隻目。

## 艦歴
グリーン・ベイの建造契約はミシシッピ州パスカグーラのノースロップ・グラマン・シップ・システム社に2000年5月30日に発注され、2003年8月11日に起工した。2006年7月15日に命名式が行われ、ローズ・マグヌス（海兵隊副司令官ロバート・マグヌス大将の妻）によって命名された。
グリーン・ベイは2008年8月に取得され、2009年1月に就役し太平洋艦隊へ配属された。
2015年2月、長崎県のアメリカ海軍佐世保基地へ退役したデンバーの代わりに配属された。
2017年8月5日、オーストラリア沖にて、ワスプ級強襲揚陸艦「ボノム・リシャール」から発艦したMV-22が、本艦に着艦しようとした際に船尾に接触し、墜落。海兵隊員3人が行方不明となった。
2024年、BAEシステムズが本艦の改修契約を受注。水線下船体の維持やバラストタンクシステムの修理、ウェルドックの補修、居住区画の改修などを2025年2月から予定している。